# Lomatium farinosum
Lomatium farinosum är en flockblommig växtart som först beskrevs av Carl Charles Andreas Geyer och William Jackson Hooker, och fick sitt nu gällande namn av John Merle Coulter och Joseph Nelson Rose. Lomatium farinosum ingår i släktet Lomatium och familjen flockblommiga växter. Utöver nominatformen finns också underarten L. f. hambleniae.